# Haag (Heideck)
Haag ([ˈhaːk] ) ist ein Gemeindeteil der Stadt Heideck im Landkreis Roth (Mittelfranken, Bayern). Haag liegt in der Gemarkung Liebenstadt.

## Lage
Der heutige Weiler liegt südöstlich von Röttenbach und südwestlich der Stadt Heideck am südwestlichen Abhang einer bis auf 606,7 Meter Höhe ansteigenden bewaldeten Höhe, dem Schloßberg, und am Steinbach, der bei Engelreuth in den Felchbach mündet. Straßenverbindungen gibt es zum Ort Schloßberg, nach Roxfeld, Walting, Mannholz und Rambach. Die Dorfflur ist 87 Hektar groß. Haag liegt am Radweg „Brombachsee Nr. 8“ (= B 8).

## Geschichte
Der häufig vorkommende Ortsname „Haag“ macht es schwierig, Haag eindeutig in alten Urkunden zu identifizieren. So ist der älteste Beleg für Haag am Schloßberg von 1407 mit einem Fragezeichen zu versehen.
Mit Heideck gelangte Haag nach dem Landshuter Erbfolgekrieg 1505 zum neu errichteten Fürstentum Pfalz-Neuburg; im 16. Jahrhundert bestand die Einöde aus zwei Untertanen(-familien). Mit der Verpfändung des pfalz-neuburgischen Pflegamtes Heideck und damit auch der Einöde Haag 1542 an Nürnberg wurden auch die dortigen zwei Untertanen der Reformation zugeführt; sie gehörten zur neuerrichteten evangelischen Pfarrei Selingstadt, bis 1598 in Schloßberg eine weitere und für Haag nähere evangelische Pfarrei entstand. Für 1561 ist eine abgetragene Wolfgangskapelle erwähnt, die an der Westseite des Schloßberges „gegen Hag“ stand und deren Material zum Bau der evangelischen Kirche in Schloßberg verwendet wurde. 1585 wurde das Amt Heideck von Pfalz-Neuburg wieder eingelöst. Die Wiedereinführung der katholischen Glaubensausübung erfolgte mit der Rekatholisierung von Neuburg-Pfalz im Jahr 1627; Haag gehörte fortan zur katholischen Pfarrei und Gemeinde Liebenstadt des Bistums Eichstätt.
Am Ende des Alten Reiches, um 1800, gab es in Haag wie seit alters her zwei Untertanen-Anwesen, die dem pfalz-neuburgischen Landrichteramt Heideck als Grundherrschaft gehörten. Hoch- und niedergerichtlich unterstand die Einöde dem pfalz-neuburgischen Pflegamt Heideck.
Im neuen Königreich Bayern (1806) bildete Haag mit Altenheideck, Liebenstadt, Rambach und Tautenwind die Gemeinde Liebenstadt des gleichnamigen Steuerdistrikts im Gerichtsbezirk und Rentamt (später Bezirksamt und Amtsgericht) Hilpoltstein.
1875 gab es in Haag 43 Stück Rindvieh.
Nachdem noch 1820 für die Einöde Haag zwei Anwesen nachgewiesen sind, änderte sich die Zahl der Anwesen allmählich; 1903 standen im nunmehrigen Weiler vier Wohngebäude, 1950 und 1987 ebenso vier. Mit der Gebietsreform in Bayern wurde die Gemeinde Liebenstadt aufgelöst. Haag wurde zum 1. Januar 1972 Gemeindeteil von Heideck im Landkreis Roth.

### Einwohnerentwicklung
- 1818: 12 (2 „Feuerstellen“, 2 Familien)[18]
- 1871: 34 (15 Gebäude)[15]
- 1900: 28 (4 Wohngebäude)[19]
- 1937: 22[20]
- 1950: 39 (4 Anwesen)[21]
- 1961: 22 (4 Wohngebäude)[22]
- 1970: 18[23]
- 1987: 18 (4 Gebäude mit Wohnraum; 4 Wohnungen)[24]
- 2021: 12

## Persönlichkeiten
- Frater Marinus Erwin Krach OSB vom Kloster Ettal, * 3. April 1940 in Haag; † 25. Januar 2015 in Garmisch-Partenkirchen[25]

## Sonstiges

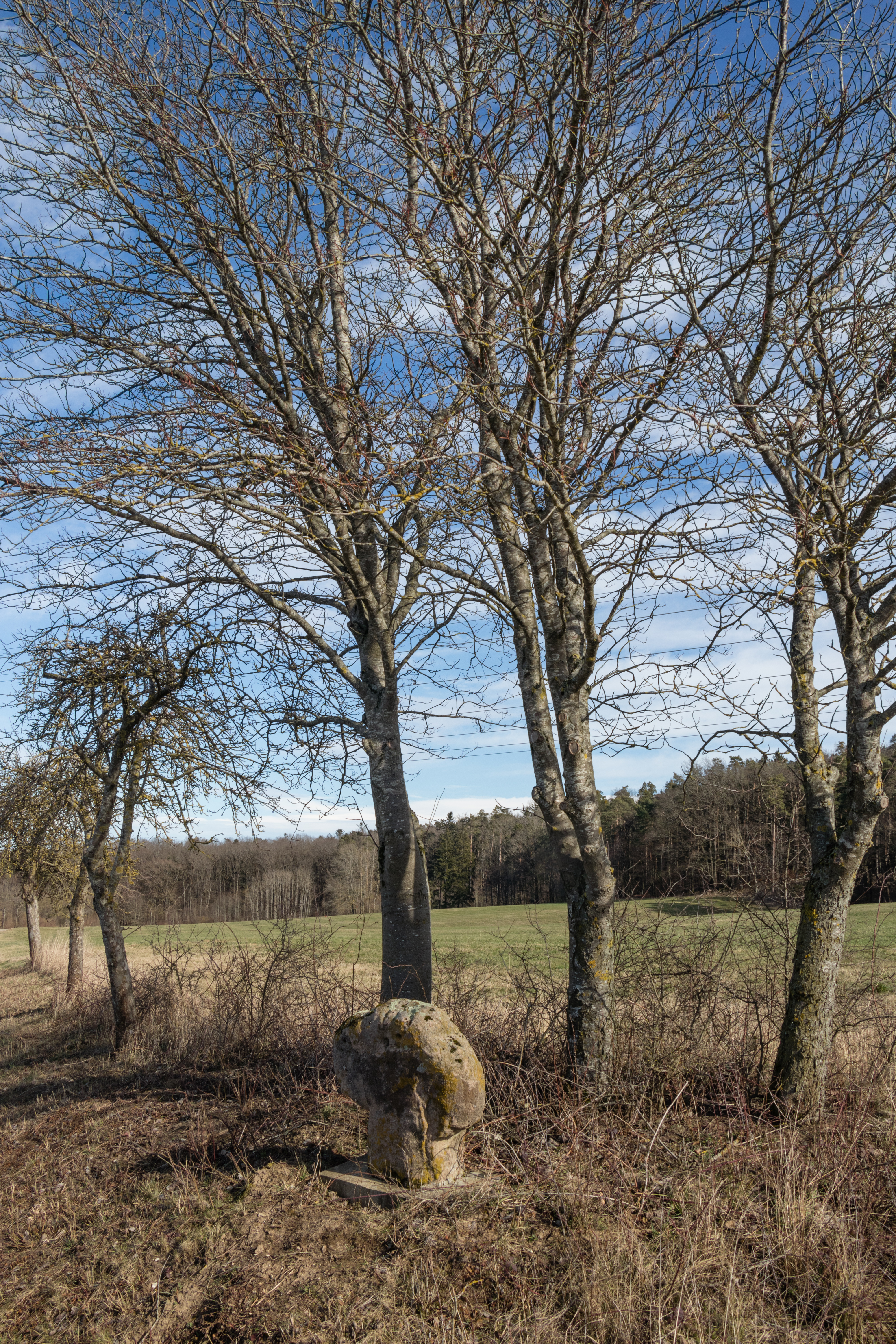
Steinkreuz nördlich von Haag

In der Haager Flur lassen sich im 20. Jahrhundert an religiösen Denkmälern nachweisen:
- Feldkreuz am Weg nach Schloßberg
- Das Steinkreuz bei Haag ein Schwedenkreuz, mutmaßlich aus dem 17. Jahrhundert an der sogenannten Heerstraße von Walting nach Heideck[26]